# Crewsing2
『Crewsing 2』（クルージングツー）は、ビーグルクルーの4枚目のアルバムである。2010年7月13日発売。発売元は自主制作。

## 概要
- ビーグルクルーとして4枚目のアルバムである。

## 収録曲

### CD
1. intro〜Crewsing２〜
2. SWING
3. Break Out!!
4. Miss you
5. 愛のメロディ
6. サンタクロースの贈りもの
7. 優しい場所
8. 声の鳴る方へ
9. Big MAMA
10. SWING〜月刊！ホークスver〜